# Nederland op de Paralympische Zomerspelen 2016
Nederland nam deel aan de Paralympische Zomerspelen 2016 in Rio de Janeiro, Brazilië.

## Medailleoverzicht
| Sport             | Paralympiër(s) | Onderdeel                                 | Medaille |
| ----------------- | --- | ----------------------------------------- | -------- |
| Atletiek          | Marlou van Rhijn | 100m T44 (v)                              | Goud     |
| Atletiek          | Marlou van Rhijn | 200m T44 (v)                              | Goud     |
| Atletiek          | Kenny van Weeghel | 400m T54 (m)                              | Goud     |
| Paardensport      | Sanne Voets op "Demantur" | Individueel vrije kür - Graad lll (o)     | Goud     |
| Rolstoeltennis    | Jiske Griffioen | enkelspel (v)                             | Goud     |
| Rolstoeltennis    | Griffioen/Van Koot | dubbelspel (v)                            | Goud     |
| Tafeltennis       | Kelly van Zon | individueel klasse 7 (v)                  | Goud     |
| Triatlon          | Jetze Plat | PT1 (m)                                   | Goud     |
| Wielersport       | Daniel Abraham Gebru | C4-5 - wegrace (m)                        | Goud     |
| Wielersport       | Tristan Bangma piloot: Teun Mulder | Tandem B - 1000m tijdrit (m)              | Goud     |
| Wielersport       | Alyda Norbruis | C1-3 - 500m tijdrit (v)                   | Goud     |
| Wielersport       | Alyda Norbruis | C1-3 - wegtijdrit (v)                     | Goud     |
| Wielersport       | Vincent ter Schure piloot: Timo Fransen | Tandem B - wegrit (m)                     | Goud     |
| Zwemmen           | Liesette Bruinsma | 200m wisselslag S11 (v)                   | Goud     |
| Zwemmen           | Liesette Bruinsma | 400m vrije slag S11 (v)                   | Goud     |
| Zwemmen           | Marc Evers | 200m wisselslag SM14 (m)                  | Goud     |
| Zwemmen           | Lisa Kruger | 100m schoolslag SB9 (v)                   | Goud     |
|                   | |                                           |          |
| Atletiek          | Ronald Hertog | Verspringen T44 (m)                       | Zilver   |
| Boccia            | Daniël Perez | Individueel - BC1 (x)                     | Zilver   |
| Paardensport      | Demi Vermeulen op "Burberry" | Individueel verplichte kür - Graad II (o) | Zilver   |
| Paardensport      | Rixt van der Horst op "Caraat" | Individueel vrije kür - Graad ll (o)      | Zilver   |
| Rolstoeltennis    | Aniek van Koot | enkelspel (v)                             | Zilver   |
| Rolstoeltennis    | Marjolein Buis/Diede de Groot | dubbelspel (v)                            | Zilver   |
| Tafeltennis       | Gerben Last | individueel klasse 9 (m)                  | Zilver   |
| Triatlon          | Geert Schipper | PT1 (m)                                   | Zilver   |
| Wielersport       | Vincent ter Schure piloot: Timo Fransen | Tandem B - 4 km achtervolging (m)         | Zilver   |
| Wielersport       | Vincent ter Schure piloot: Timo Fransen | Tandem B - wegtijdrit (m)                 | Zilver   |
| Wielersport       | Larissa Klaassen piloot: Haliegh Dolman | Tandem B - 1000m tijdrit (v)              | Zilver   |
| Wielersport       | Arnoud Nijhuis | C1-3 - 1000m tijdrit (m)                  | Zilver   |
| Wielersport       | Laura de Vaan | H5 - wegrit (v)                           | Zilver   |
| Zwemmen           | Michael Schoenmaker | 200m vrije slag S4 (m)                    | Zilver   |
| Zwemmen           | Thijs van Hofweegen | 400m vrije slag S6 (m)                    | Zilver   |
| Zwemmen           | Liesette Bruinsma | 100m schoolslag SB11 (v)                  | Zilver   |
| Zwemmen           | Olivier van de Voort | 100m rugslag S10 (m)                      | Zilver   |
| Zwemmen           | Marc Evers | 100m rugslag S14 (m)                      | Zilver   |
| Zwemmen           | Marlou van der Kulk | 100m rugslag S14 (v)                      | Zilver   |
|                   | |                                           |          |
| Atletiek          | Lara Baars | Kogelstoten F40 (v)                       | Brons    |
| Atletiek          | Marlène van Gansewinkel | Verspringen T44 (v)                       | Brons    |
| Atletiek          | Kenny van Weeghel | 100m T54 (m)                              | Brons    |
| Bankdrukken       | Melaica Tuinfort | +86 kg (v)                                | Brons    |
| Rolstoelbasketbal | Nationaal team Ilse Arts Bo Kramer Inge Huitzing Chèr Korver Lucie Houwen Barbara van Bergen Jitske Visser Carina de Rooij Roos Oosterbaan Mariska Beijer Sanne Timmerman Evelyn van Leeuwen | Vrouwen                                   | Brons    |
| Paardensport      | Rixt van der Horst op "Caraat" | Individueel verplichte kür - Graad II     | Brons    |
| Paardensport      | Frank Hosmar op "Alphaville" | Individueel verplichte kür - Graad IV     | Brons    |
| Paardensport      | Frank Hosmar op "Alphaville" | Individueel vrije kür - Graad IV          | Brons    |
| Paardensport      | Frank Hosmar op "Alphaville" Nicole den Dulk op "Wallace" Rixt van der Horst op "Caraat" Demi Vermeulen op "Burberry"                                                                        | Landenwedstrijd                           | Brons    |
| Wielersport       | Stephen de Vries piloot: Patrick Bos | Tandem B - 4 km achtervolging (m)         | Brons    |
| Wielersport       | Arnoud Nijhuis | C1 - 3 km achtervolging (m)               | Brons    |
| Wielersport       | Alyda Norbruis | C1-3 - 3 km achtervolging (v)             | Brons    |
| Wielersport       | Laura de Vaan | H4-5 - wegtijdrit (v)                     | Brons    |
| Wielersport       | Jetze Plat | H5 - wegrit (m)                           | Brons    |
| Wielersport       | Jennette Jansen | H5 - wegrit (v)                           | Brons    |
| Zwemmen           | Michael Schoenmaker | 100m vrije slag S4 (m)                    | Brons    |
| Zwemmen           | Marlou van der Kulk | 200m vrije slag S14 (v)                   | Brons    |
| Zwemmen           | Marlou van der Kulk | 200m wisselslag S14 (v)                   | Brons    |
| Zwemmen           | Liesette Bruinsma | 50m vrije slag S11 (v)                    | Brons    |
| Zwemmen           | Liesette Bruinsma | 100m vrije slag S11 (v)                   | Brons    |
| Zwemmen           | Lisa den Braber | 100m schoolslag SB7 (v)                   | Brons    |
| Zwemmen           | Duncan van Haaren | 100m schoolslag SB9 (m)                   | Brons    |
| Zwemmen           | Chantalle Zijderveld | 100m schoolslag SB9 (v)                   | Brons    |
| Zwemmen           | Marc Evers | 100m schoolslag SB14 (m)                  | Brons    |
| Zwemmen           | Magda Toeters | 100m schoolslag SB14 (v)                  | Brons    |
| Zwemmen           | Lisette Teunissen | 50m rugslag S3 (v)                        | Brons    |

## Deelnemers
De onderstaande Nederlandse deelnemers en/of sportteams hadden zich weten te plaatsen voor de Paralympische Zomerspelen 2016 in Rio de Janeiro.
De Nederlandse equipe bestond uit 126 sporters die aan 14 verschillende disciplines deelnamen.
(m) = mannen, (v) = vrouwen, (g) = gemengd

### Atletiek
Legenda
- De genoemde plaatsen in de series hebben alleen betrekking op de serie waarin de atleet liep.
- Een Q geeft aan dat de atleet zich heeft geplaatst voor de volgende ronde op basis van zijn plaats in de series.
- Een q geeft aan dat de atleet zich heeft geplaatst voor de volgende ronde op basis van zijn tijd (tijdsnelsten), zonder dat hij zich direct had geplaatst op basis van zijn positie in de series.
- Niet doorgestoten houdt in dat de atleet de volgende ronde niet heeft gehaald. De genoemde plaatsen hebben dan betrekking op de overalltijd van de atleet in de series.
- Ronde niet beschikbaar houdt in dat de desbetreffende ronde geen deel uitmaakt van het toernooi, waardoor de atleet direct door gaat naar de daarop volgende ronde.
- Bye houdt in dat de atleet niet in de desbetreffende ronde hoeft te starten op basis van prestaties uit het verleden. De atleet wordt vrijgesteld van deze ronde en is direct door naar de volgende ronde.

Baanonderdelen
| Paralympiër(s)          | Onderdeel       | Series                 | Series                 | Finale            | Plaats       |
| Paralympiër(s)          | Onderdeel       | Tijd                   | Plaats                 | Tijd              | Plaats       |
| ----------------------- | --------------- | ---------------------- | ---------------------- | ----------------- | ------------ |
| Jelmar Bos              | 100 m T37 (m)   | 11,93                  | 4                      | Niet doorgestoten | 9            |
| Kenny van Weeghel       | 100 m T54 (m)   | 14,28                  | 2 Q                    | 14,23             | Brons        |
| Kenny van Weeghel       | 400 m T54 (m)   | 46,60                  | 2 Q                    | 46,65             | Goud         |
| Kenny van Weeghel       | 800 m T54 (m)   | 1.36,18                | 2 Q                    | 1.36,01           | 7            |
| Kenny van Weeghel       | 1.500 m T54 (m) | 3.09,00                | 4                      | Niet doorgestoten | 18           |
|                         |                 |                        |                        |                   |              |
| Margriet van den Broek  | 100 m T54 (v)   | 17,64                  | 4 q                    | 17,42             | 8            |
| Margriet van den Broek  | 400 m T54 (v)   | 56,78                  | 4 q                    | 57,37             | 8            |
| Margriet van den Broek  | 800 m T54 (v)   | 1.49,69                | 5 q                    | 1.52,01           | 8            |
| Margriet van den Broek  | 1.500 m T54 (v) | 3.32,57                | 4                      | Niet doorgestoten | 11           |
| Margriet van den Broek  | 5.000 m T54 (v) | 12.16,69               | 6                      | Niet doorgestoten | 13           |
| Marlène van Gansewinkel | 100 m T44 (v)   | 13,38                  | 2 Q                    | 13,64             | 6            |
| Fleur Jong              | 100 m T44 (v)   | 13,92                  | 4                      | Niet doorgestoten | 13           |
| Fleur Jong              | 200 m T44 (v)   | 29,15                  | 6                      | Niet doorgestoten | 11           |
| Marlou van Rhijn        | 100 m T44 (v)   | 13,31                  | 1 Q                    | 13,02             | Goud         |
| Marlou van Rhijn        | 200 m T44 (v)   | 26,69                  | 1 Q                    | 26,16 PR          | Goud         |
| Amy Siemons             | 100 m T34 (v)   | Ronde niet beschikbaar | Ronde niet beschikbaar | 18,82             | 4            |
| Desiree Vranken         | 400 m T34 (v)   | Ronde niet beschikbaar | Ronde niet beschikbaar | 1.04,11           | 5            |
| Desiree Vranken         | 800 m T34 (v)   | Ronde niet beschikbaar | Ronde niet beschikbaar | Niet gestart      | Niet gestart |

Spring- en werponderdelen
| Paralympiër(s)          | Onderdeel            | Beste resultaat | Plaats |
| ----------------------- | -------------------- | --------------- | ------ |
| Ronald Hertog           | Verspringen T44 (m)  | 7,29 m          | Zilver |
| Ranki Oberoi            | Verspringen T20 (m)  | 6,96 m          | 4      |
| Jeroen Teeuwen          | Hoogspringen T42 (m) | 1,74 m          | 7      |
|                         |                      |                 |        |
| Lara Baars              | Discuswerpen F40 (v) | 19,01 m         | 10     |
| Lara Baars              | Kogelstoten F40 (v)  | 7,12 m          | Brons  |
| Marlène van Gansewinkel | Verspringen T44 (v)  | 5,57 m          | Brons  |
| Ingrid van Kranen       | Discuswerpen F11 (v) | 25,57 m         | 9      |
| Iris Pruysen            | Verspringen T44 (v)  | 4,56 m          | 7      |

### Bankdrukken
Legenda
- Een dikgedrukt resultaat geeft het beste resultaat van de bankdrukker weer.
- Een doorgestreept resultaat geeft aan dat het de bankdrukker niet lukte het desbetreffende gewicht (goed) omhoog te drukken.

| Paralympiër(s)   | Onderdeel  | Resultaat per poging | Resultaat per poging | Resultaat per poging | Plaats |
| Paralympiër(s)   | Onderdeel  | Poging 1             | Poging 2             | Poging 3             | Plaats |
| ---------------- | ---------- | -------------------- | -------------------- | -------------------- | ------ |
| Melaica Tuinfort | +86 kg (v) | 125,0 kg             | 130,0 kg             | 134,0 kg             | Brons  |

### Boccia
Legenda
- Een Q geeft aan dat de (boccia)speler zich heeft geplaatst voor de kwartfinale op basis van zijn positie in de groepsfase.
- Een W geeft aan dat de (boccia)speler de wedstrijd heeft gewonnen, met daarop volgend de eindstand van de wedstrijd.
- Een L geeft aan dat de (boccia)speler de wedstrijd heeft gewonnen, met daarop volgend de eindstand van de wedstrijd.

| Paralympiër(s)                            | Onderdeel           | Groepsfase                    | Groepsfase                    | Groepsfase                  | Positie | Kwartfinale                      | Halve finale                | (Troost)finale          | Plaats |
| Paralympiër(s)                            | Onderdeel           | Wedstrijd I                   | Wedstrijd II                  | Wedstrijd III               | Positie | Kwartfinale                      | Halve finale                | (Troost)finale          | Plaats |
| Paralympiër(s)                            | Onderdeel           | Tegenstander Uitslag          | Tegenstander Uitslag          | Tegenstander Uitslag        | Positie | Tegenstander Uitslag             | Tegenstander Uitslag        | Tegenstander Uitslag    | Plaats |
| ----------------------------------------- | ------------------- | ----------------------------- | ----------------------------- | --------------------------- | ------- | -------------------------------- | --------------------------- | ----------------------- | ------ |
| Bernd Meints                              | Individueel BC2 (g) | Hidetaka Sugimura (JPN) L 1–7 | Damian Oseguera (MEX) W 3–2   | Ronde niet beschikbaar      | 2       | Niet doorgestoten                | Niet doorgestoten           | Niet doorgestoten       | 16     |
| Daniël Perez                              | Individueel BC1 (g) | Jeong Won Joo (KOR) W 5–4     | Katerina Curinova (CZE) W 9–1 | Roger Aandalen (NOR) W 11–0 | 1 Q     | Panagiotis Soulanis (GRE) W 13–0 | Antonio Marques (POR) W 8–1 | David Smith (GBR) L 0–5 | Zilver |
| Judith Bulthuis Bernd Meints Daniël Perez | Team BC1-2 (g)      | Groot-Brittannië L 2–11       | Japan L 3–6                   | Ronde niet beschikbaar      | 3       | Niet doorgestoten                | Niet doorgestoten           | Niet doorgestoten       | 11     |

### Roeien
Legenda
- De genoemde plaatsen in de series en/of de herkansingen hebben alleen betrekking op de serie of de herkansing waarin de roeier roeide.
- Een FA geeft aan dat de roeier zich heeft geplaatst voor de A-finale (plaats één tot en met zes) op basis van zijn plaats in de series en/of herkansingen.
- Een R geeft aan dat de roeier zich heeft geplaatst voor herkansingen op basis van zijn tijd in de series.
- Een FB geeft aan dat de roeier zich heeft geplaatst voor de B-finale (plaats zeven tot en met twaalf) op basis van zijn plaats in de herkansingen.

| Paralympiër(s)                      | Onderdeel               | Series  | Series | Herkansingen | Herkansingen | Finale  | Finale |
| Paralympiër(s)                      | Onderdeel               | Tijd    | Plaats | Tijd         | Plaats       | Tijd    | Plaats |
| ----------------------------------- | ----------------------- | ------- | ------ | ------------ | ------------ | ------- | ------ |
| Alexander van Holk                  | Skiff ASM1x (m)         | 5.07,20 | 5 R    | 5.07,87      | 3 FB         | 5.04,94 | 7      |
|                                     |                         |         |        |              |              |         |        |
| Corné de Koning Esther van der Loos | Dubbel twee TAMix2x (g) | 4.03,07 | 2 R    | 4.05,70      | 1 FA         | 4.03,43 | 4      |

### Tafeltennis
| Paralympiër(s)            | Onderdeel         | Groepsfase                            | Groepsfase                | Groepsfase                | Positie                 | Eerste ronde            | Kwartfinale                   | Halve finale                          | (Troost)finale            | Plaats |
| Paralympiër(s)            | Onderdeel         | Wedstrijd I                           | Wedstrijd II              | Wedstrijd III             | Positie                 | Eerste ronde            | Kwartfinale                   | Halve finale                          | (Troost)finale            | Plaats |
| Paralympiër(s)            | Onderdeel         | Tegenstander Uitslag                  | Tegenstander Uitslag      | Tegenstander Uitslag      | Positie                 | Tegenstander Uitslag    | Tegenstander Uitslag          | Tegenstander Uitslag                  | Tegenstander Uitslag      | Plaats |
| ------------------------- | ----------------- | ------------------------------------- | ------------------------- | ------------------------- | ----------------------- | ----------------------- | ----------------------------- | ------------------------------------- | ------------------------- | ------ |
| Bas Hergelink             | Enkelspel C10 (m) | Dian David Mickael Jacobs (INA) L 0–3 | Kim Daybell (GBR) L 2–3   | Ronde niet beschikbaar    | 3                       | Niet doorgestoten       | Niet doorgestoten             | Niet doorgestoten                     | Niet doorgestoten         |        |
| Gerben Last               | Enkelspel C9 (m)  | Cedrik Cabestany (FRA) W 3–0          | Esa Miettinen (FIN) W 3–2 | Ronde niet beschikbaar    | 1 Q                     | Bye                     | Stanislaw Fraczyk (AUT) W 3–1 | Mohamed Amine Kalem Munoz (ITA) W 3–1 | Laurens Devos (BEL) L 0–3 | Zilver |
| Jean-Paul Montanus        | Enkelspel C7 (m)  | Paulo Salmin Munoz (BRA) W 3–2        | Sayed Youssef (EGY) W 3–1 | Ronde niet beschikbaar    | 1 Q                     | Bye                     | Shuo Yan (CHN) L 2–3          | Niet doorgestoten                     | Niet doorgestoten         | =5     |
| Bas Hergelink Gerben Last | Team C9-10 (m)    | Rondes niet beschikbaar               | Rondes niet beschikbaar   | Rondes niet beschikbaar   | Rondes niet beschikbaar | Oostenrijk W 2–1        | Polen L 1–2                   | Niet doorgestoten                     | Niet doorgestoten         | =5     |
|                           |                   |                                       |                           |                           |                         |                         |                               |                                       |                           |        |
| Kelly van Zon             | Enkelspel C7 (v)  | Faiza Mahmoud (ARG) W 3–1             | Kubra Korkut (TUR) W 3–1  | Giselle Munoz (EGY) W 3–0 | 1 Q                     | Rondes niet beschikbaar | Rondes niet beschikbaar       | Stephanie Chan (CAN) W 3–0            | Kubra Korkut (TUR) W 3–0  | Goud   |

### Tennis
| Paralympiër(s)                 | Onderdeel      | Eerste ronde                   | Tweede ronde                           | Derde ronde             | Kwartfinale                             | Halve finale                      | (Troost)finale                         | Plaats |
| Paralympiër(s)                 | Onderdeel      | Tegenstander Uitslag           | Tegenstander Uitslag                   | Tegenstander Uitslag    | Tegenstander Uitslag                    | Tegenstander Uitslag              | Tegenstander Uitslag                   | Plaats |
| ------------------------------ | -------------- | ------------------------------ | -------------------------------------- | ----------------------- | --------------------------------------- | --------------------------------- | -------------------------------------- | ------ |
| Tom Egberink                   | Enkelspel (m)  | Bye                            | Shunjiang Dong (CHN) L 0–2             | Niet doorgestoten       | Niet doorgestoten                       | Niet doorgestoten                 | Niet doorgestoten                      | =17    |
| Maikel Scheffers               | Enkelspel (m)  | Bye                            | Tadeusz Kruszelnicki (POL) W 2–0       | Takuya Miki (JPN) L 1–2 | Niet doorgestoten                       | Niet doorgestoten                 | Niet doorgestoten                      | =9     |
| Tom Egberink Maikel Scheffers  | Dubbelspel (m) | Bye                            | R. Medeiros / D. Rodrígues (BRA) W 2–0 | Ronde niet beschikbaar  | T. Miki / T. Sanada (JPN) L 1–2         | Niet doorgestoten                 | Niet doorgestoten                      | =5     |
|                                |                |                                |                                        |                         |                                         |                                   |                                        |        |
| Marjolein Buis                 | Enkelspel (v)  | Angélica Bernal (COL) W 2–0    | Charlotte Famin (FRA) W 2–0            | Ronde niet beschikbaar  | Yui Kamiji (JPN) L 0–2                  | Niet doorgestoten                 | Niet doorgestoten                      | =5     |
| Jiske Griffioen                | Enkelspel (v)  | Kaitlyn Verfuerth (USA) W 2–0  | Lucy Shuker (GBR) W 2–0                | Ronde niet beschikbaar  | Hui Min Huang (CHN) W 2–0               | Diede de Groot (NED) W 2–1        | Aniek van Koot (NED) W 2–1             | Goud   |
| Diede de Groot                 | Enkelspel (v)  | Kanako Domori (JPN) W 2–0      | Shelby Baron (USA) W 2–0               | Ronde niet beschikbaar  | Jordanne Whiley (GBR) W 2–0             | Jiske Griffioen (NED) L 1–2       | Yui Kamiji (JPN) L 0–2                 | 4      |
| Aniek van Koot                 | Enkelspel (v)  | Sakhorn Khanthasit (THA) W 2–0 | Dana Mathewson (USA) W 2–0             | Ronde niet beschikbaar  | Zhenzhen Zhu (CHN) W 2–1                | Yui Kamiji (JPN) W 2–1            | Jiske Griffioen (NED) L 1–2            | Zilver |
| Marjolein Buis Diede de Groot  | Dubbelspel (v) | Bye                            | Rondes niet beschikbaar                | Rondes niet beschikbaar | D. Mathewson / K. Verfuerth (USA) W 2–0 | Y. Kamiji / M. Nijo (JPN) W 2–1   | J. Griffioen / A. van Koot (NED) L 0–2 | Zilver |
| Jiske Griffioen Aniek van Koot | Dubbelspel (v) | Bye                            | Rondes niet beschikbaar                | Rondes niet beschikbaar | S. Baron / E. Kaiser (USA) W 2–0        | L. Shuker / J. Whiley (GBR) W 2–0 | M. Buis / D. de Groot (NED) W 2–0      | Goud   |

### Triatlon
| Paralympiër(s)                        | Onderdeel | Resultaat per discipline | Resultaat per discipline | Resultaat per discipline | Resultaat per discipline | Resultaat per discipline | Eindtijd | Plaats |
| Paralympiër(s)                        | Onderdeel | Zwemmen (750 m)          | Wisseling I              | Handbiken (20 km)        | Wisseling II             | Wheelen (5 km)           | Eindtijd | Plaats |
| ------------------------------------- | --------- | ------------------------ | ------------------------ | ------------------------ | ------------------------ | ------------------------ | -------- | ------ |
| Jetze Plat                            | PT1 (m)   | 10.24                    | 1.29                     | 34.16                    | 0.46                     | 12.36                    | 59.31    | Goud   |
| Geert Schipper                        | PT1 (m)   | 11.48                    | 1.30                     | 35.26                    | 0.50                     | 11.56                    | 1:01.30  | Zilver |
|                                       |           |                          |                          |                          |                          |                          |          |        |
| Joleen Hakker Pilote: Linda van Vliet | PT5 (v)   | 15.16                    | 1.52                     | 34.58                    | 1.02                     | 23.10                    | 1:16.18  | 6      |

### Zeilen
Legenda
- Een doorgestreept resultaat is het slechtste resultaat van de zeilers en telt als streepresultaat niet mee voor de eindscore.

| Paralympiër(s)          | Onderdeel   | Resultaat per ronde | Resultaat per ronde | Resultaat per ronde | Resultaat per ronde | Resultaat per ronde | Resultaat per ronde | Resultaat per ronde | Resultaat per ronde | Resultaat per ronde | Resultaat per ronde | Resultaat per ronde | Netto punten | Plaats |
| Paralympiër(s)          | Onderdeel   | Race 1              | Race 2              | Race 3              | Race 4              | Race 5              | Race 6              | Race 7              | Race 8              | Race 9              | Race 10             | Race 11             | Netto punten | Plaats |
| ----------------------- | ----------- | ------------------- | ------------------- | ------------------- | ------------------- | ------------------- | ------------------- | ------------------- | ------------------- | ------------------- | ------------------- | ------------------- | ------------ | ------ |
| Sandra Nap Rolf Schrama | SKUD 18 (g) | 8                   | 7                   | 8                   | 8                   | 5                   | 4                   | 7                   | 7                   | 6                   | 8                   | 8                   | 68           | 7      |

### Zwemmen
Legenda
- De genoemde plaatsen in de series hebben betrekking op alle series. De genoemde plaats is gebaseerd op de overalltijd.
- Een Q geeft aan dat de atleet zich heeft geplaatst voor de volgende ronde op basis van zijn tijd (tijdsnelsten).

| Paralympiër(s)                                                        | Onderdeel                        | Series                 | Series                 | Finale            | Plaats |
| Paralympiër(s)                                                        | Onderdeel                        | Tijd                   | Plaats                 | Tijd              | Plaats |
| --------------------------------------------------------------------- | -------------------------------- | ---------------------- | ---------------------- | ----------------- | ------ |
| Simon Boer                                                            | 100 m schoolslag SB7 (m)         | 1.20,43                | 3 Q                    | 1.20,44           | 4      |
| Marc Evers                                                            | 100 m rugslag S14 (m)            | 1.00,97                | 2 Q                    | 1.00,63           | Zilver |
| Marc Evers                                                            | 100 m schoolslag SB14 (m)        | 1.07,67                | 3 Q                    | 1.07,64           | Brons  |
| Marc Evers                                                            | 200 m wisselslag SM14 (m)        | 2.12,07 PR             | 1 Q                    |                   |        |
| Duncan van Haaren                                                     | 100 m schoolslag SB9 (m)         | 1.07,33                | 2 Q                    | 1.06,54           | Brons  |
| Duncan van Haaren                                                     | 200 m wisselslag SM10 (m)        | 2.18,41                | 10                     | Niet doorgestoten | 10     |
| Thijs van Hofweegen                                                   | 50 m vrije slag S6 (m)           | 31,87                  | =7 Q                   | 31,27             | 8      |
| Thijs van Hofweegen                                                   | 100 m vrije slag S6 (m)          | 1.08,48                | 3 Q                    | 1.08,05           | 5      |
| Thijs van Hofweegen                                                   | 400 m vrije slag S6 (m)          | 5.11,79                | 1 Q                    | 5.07,82           | Zilver |
| Thijs van Hofweegen                                                   | 100 m rugslag S6 (m)             | 1.20,42                | 6 Q                    | 1.21,80           | 7      |
| Thijs van Hofweegen                                                   | 100 m schoolslag SB6 (m)         | 1.31,12                | 8 Q                    | 1.32,36           | 8      |
| Michael Schoenmaker                                                   | 100 m vrije slag S4 (m)          | 1.28,96                | 5 Q                    | 1.26,87           | Brons  |
| Michael Schoenmaker                                                   | 200 m vrije slag S4 (m)          | 3.05,13                | 3 Q                    | 3.03,81           | Zilver |
| Michael Schoenmaker                                                   | 50 m schoolslag SB3 (m)          | 52,77                  | 7 Q                    | 51,88             | 6      |
| Bas Takken                                                            | 100 m vrije slag S10 (m)         | 55,88                  | 12                     | Niet doorgestoten | 12     |
| Bas Takken                                                            | 400 m vrije slag S10 (m)         | 4.08,60                | 2 Q                    | 4.05,46           | 4      |
| Bas Takken                                                            | 200 m wisselslag SM10 (m)        | 2.17,05                | 9                      | Niet doorgestoten | 9      |
| Olivier van de Voort                                                  | 100 m vrije slag S10 (m)         | 54,77                  | =7 Q                   | 55,04             | 8      |
| Olivier van de Voort                                                  | 400 m vrije slag S10 (m)         | 4.17,22                | 9                      | Niet doorgestoten | 9      |
| Olivier van de Voort                                                  | 100 m rugslag S10 (m)            | 58,53                  | 2 Q                    | 58,10             | Zilver |
| Olivier van de Voort                                                  | 200 m wisselslag SM10 (m)        | 2.13,98                | =4 Q                   | 2.13,72           | 5      |
| Simon Boer Duncan van Haaren Thijs van Hofweegen Olivier van de Voort | 4×100 m wisselslag 34 punten (m) | Ronde niet beschikbaar | Ronde niet beschikbaar |                   |        |
|                                                                       |                                  |                        |                        |                   |        |
| Lisa den Braber                                                       | 100 m schoolslag SB7 (v)         | 1.34,13                | 2 Q                    | 1.34,66           | Brons  |
| Lisa den Braber                                                       | 200 m wisselslag SM8 (v)         | 3.05,12                | 9                      | Niet doorgestoten | 9      |
| Liesette Bruinsma                                                     | 50 m vrije slag S11 (v)          | 31,81                  | 6 Q                    | 31,23             | =      |
| Liesette Bruinsma                                                     | 100 m vrije slag S11 (v)         | 1.08,97                | 1 Q                    | 1.08,55           | Brons  |
| Liesette Bruinsma                                                     | 400 m vrije slag (v)             | 5.20,04                | 2 Q                    | 5.15,08           | Goud   |
| Liesette Bruinsma                                                     | 100 m rugslag S11 (v)            | 1.30,58                | 13                     | Niet doorgestoten | 13     |
| Liesette Bruinsma                                                     | 100 m schoolslag SB11 (v)        | Ronde niet beschikbaar | Ronde niet beschikbaar | 1.25,81           | Zilver |
| Liesette Bruinsma                                                     | 200 m wisselslag SM11 (v)        | 2.54,70                | 1 Q                    | 2.49,87           | Goud   |
| Sanne Hofman                                                          | 400 m vrije slag S13 (v)         | 5.08,54                | 11                     | Niet doorgestoten | 11     |
| Sanne Hofman                                                          | 100 m rugslag S13 (v)            | 1.15,00                | 6 Q                    |                   |        |
| Cléo Keijzer                                                          | 100 m rugslag S8 (v)             | 1.21,81                | 7 Q                    | 1.22,09           | 6      |
| Cléo Keijzer                                                          | 100 m vlinderslag S8 (v)         | 1.21,29                | 9                      | Niet doorgestoten | 9      |
| Lisa Kruger                                                           | 100 m vrije slag S10 (v)         | 1.02,73                | 4 Q                    | 1.02,67           | 5      |
| Lisa Kruger                                                           | 100 m ruslag S10 (v)             | 1.12,41                | 5 'Q                   | 1.10,59           | 5      |
| Lisa Kruger                                                           | 100 m schoolslag SB9 (v)         | 1.15,46 WR             | 1 Q                    | 1.15,49           | Goud   |
| Lisa Kruger                                                           | 200 m wisselslag SM10 (v)        | 2.34,64                | 3 Q                    | 2.32,81           | 4      |
| Marlou van der Kulk                                                   | 200 m vrije slag S14 (v)         | 2.14,63                | 4 Q                    | 2.10,20           | Brons  |
| Marlou van der Kulk                                                   | 100 m rugslag S14 (v)            | 1.07,23                | 2 Q                    | 1.06,33           | Zilver |
| Marlou van der Kulk                                                   | 100 m schoolslag SB14 (v)        | 1.19,75                | 4 Q                    | 1.20,15           | 4      |
| Marlou van der Kulk                                                   | 200 m wisselslag SM14 (v)        | 2.31,41                | 3 Q                    |                   |        |
| Chantal Molenkamp                                                     | 50 m vrije slag S10 (v)          | 28,99                  | 6 Q                    | 28,93             | 6      |
| Marije Oosterhuis                                                     | 50 m vrije slag S10 (v)          | 29,39                  | 10                     | Niet doorgestoten | 10     |
| Marije Oosterhuis                                                     | 100 m vrije slag S10 (v)         | 1.03,16                | 7 Q                    | 1.02,78           | 7      |
| Marije Oosterhuis                                                     | 400 m vrije slag S10 (v)         | 4.48,71                | 7 Q                    | 4.48,13           | 7      |
| Marije Oosterhuis                                                     | 100 m rugslag S10 (v)            | 1.12,41                | 8 Q                    | 1.13,07           | 8      |
| Lisette Teunissen                                                     | 50 m vrije slag S4 (v)           | 48,16                  | 8 Q                    | 45,56             | 7      |
| Lisette Teunissen                                                     | 100 m vrije slag S3 (v)          | 1.41,82                | 4 Q                    | 1.39,77           | 4      |
| Lisette Teunissen                                                     | 50 m rugslag S3 (v)              | 54,34                  | 3 Q                    | 53,44             | Brons  |
| Magda Toeters                                                         | 100 m schoolslag SB14 (v)        | 1.17,83                | 3 Q                    | 1.17,35           | Brons  |
| Magda Toeters                                                         | 200 m wisselslag SM14 (v)        | 2.38,40                | 7 Q                    |                   |        |
| Manon Vermariën                                                       | 100 m vrije slag S9 (v)          | 1.06,90                | 12                     | Niet doorgestoten | 12     |
| Manon Vermariën                                                       | 400 m vrije slag S9 (v)          | 4.53,26                | 3 Q                    | 4.53,42           | 4      |
| Chantalle Zijderveld                                                  | 50 m vrije slag S10 (v)          | 29,06                  | 8 Q                    | 28,26             | 4      |
| Chantalle Zijderveld                                                  | 100 m vrije slag S10 (v)         | 1.03,84                | 9                      | Niet doorgestoten | 9      |
| Chantalle Zijderveld                                                  | 100 m schoolslag S9 (v)          | 1.17,38                | 2 Q                    | 1.17,01           | Brons  |
| Chantalle Zijderveld                                                  | 100 m vlinderslag S10 (v)        | 1.12,89                | 7 Q                    | 1.13,56           | 8      |
| Chantalle Zijderveld                                                  | 200 m wisselslag SM10 (v)        | 2.36,30                | 5 Q                    | 2.33,10           | 6      |
| Lisa Kruger Lisa den Braber Cleo Keijzer Manon Vermariën              | 4×100 m wisselslag 34 punten (v) | Ronde niet beschikbaar | Ronde niet beschikbaar | 5.13,32           | 6      |

Afghanistan · 
Algerije · 
Amerikaanse Maagdeneilanden · 
Angola · 
Argentinië · 
Armenië · 
Aruba · 
Australië · 
Azerbeidzjan · 
Bahrein · 
Barbados · 
België · 
Benin · 
Bermuda · 
Bosnië en Herzegovina · 
Botswana · 
Brazilië · 
Brunei · 
Bulgarije · 
Burkina Faso · 
Burundi · 
Cambodja · 
Canada · 
Centraal-Afrikaanse Republiek · 
Chili · 
China · 
Chinees Taipei · 
Colombia · 
Comoren · 
Congo-Brazzaville · 
Congo-Kinshasa · 
Costa Rica · 
Cuba · 
Cyprus · 
Denemarken · 
Dominicaanse Republiek · 
Duitsland · 
Ecuador · 
Egypte · 
El Salvador · 
Estland · 
Ethiopië · 
Faeröer · 
Fiji · 
Filipijnen · 
Finland · 
Frankrijk · 
Gabon · 
Gambia · 
Georgië · 
Ghana · 
Griekenland · 
Groot-Brittannië · 
Guatemala · 
Guinee · 
Guinee‑Bissau · 
Haïti · 
Honduras · 
Hongarije · 
Hongkong · 
Ierland · 
IJsland · 
India · 
Indonesië · 
Irak · 
Iran · 
Israël · 
Italië · 
Ivoorkust · 
Jamaica · 
Japan · 
Jordanië · 
Kaapverdië · 
Kameroen · 
Kazachstan · 
Kenia · 
Kirgizië · 
Koeweit · 
Kroatië · 
Laos · 
Lesotho · 
Letland · 
Libanon · 
Liberia · 
Libië · 
Litouwen · 
Luxemburg · 
Macau · 
Macedonië · 
Madagaskar · 
Maleisië · 
Mali · 
Malta · 
Marokko · 
Mauritius · 
Mexico · 
Moldavië · 
Mongolië · 
Montenegro · 
Mozambique · 
Myanmar · 
Namibië · 
Nederland · 
Nepal · 
Nicaragua · 
Nieuw-Zeeland · 
Nigeria · 
Noord-Korea · 
Noorwegen · 
Oeganda · 
Oekraïne · 
Oezbekistan · 
Oman · 
Oostenrijk · 
Pakistan · 
Palestina · 
Panama · 
Papoea-Nieuw-Guinea · 
Peru · 
Polen · 
Portugal · 
Puerto Rico · 
Qatar · 
Roemenië · 
Rwanda · 
Saint Vincent en Grenadines · 
Samoa · 
Saoedi-Arabië · 
Sao Tomé en Principe · 
Senegal · 
Servië · 
Seychellen · 
Sierra Leone · 
Singapore · 
Slovenië · 
Slowakije · 
Somalië · 
Spanje · 
Sri Lanka · 
Syrië · 
Tadzjikistan · 
Tanzania · 
Thailand · 
Togo · 
Tonga · 
Trinidad en Tobago · 
Tsjechië · 
Tunesië · 
Turkije · 
Turkmenistan · 
Uruguay · 
Venezuela · 
Verenigde Arabische Emiraten · 
Verenigde Staten · 
Vietnam · 
Wit-Rusland · 
Zimbabwe · 
Zuid-Afrika · 
Zuid-Korea · 
Zweden · 
Zwitserland
Individuele Paralympische Atleten
Niet toegelaten: Rusland